# Distretto di Kharan
Il distretto di Kharan (in urdu: ضلع خاران) è un distretto del Belucistan, in Pakistan, che ha come capoluogo Kharan. Nel 1998 possedeva una popolazione di 206.909 abitanti.